# Sotaro
Yasuda Sotaro (保田聡太郎 (Bảo Điền Thông Thái Lang) Yasuda Sōtarō, 29 tháng 1 năm 1986) thường gọi là Sotaro (聡太郎 Sōtarō) là diễn viên và người mẫu người Mỹ gốc Nhật. Vai diễn nổi tiếng của anh là Ken Hisatsu/GekiChopper trong seri Super Sentai 2007 Juken Sentai Gekiranger.

## Tiểu sử
Sotaro sinh ở Newport Beach, California. Anh học trường Trung học Corona del Mar và Trung học Đại học ở Irvine, nơi anh là chủ tịch câu lạc bộ Nhật Bản. Anh đang học ở Đại học Keio, Nhật Bản, nơi anh đang học về kinh tế.
Anh là em út trong gia đình 3 anh em, một trong số đó là Adachi Naohisa (足立 直久 Adachi Naohisa, Túc Lập Trực Cửu), người được biết đến với vai diễn Kengo Tachibana/B-Fighter Kuwaga (橘健 吾／ビーファイタークワガー Tachibana Kengo/Bīfaitā Kuwagā) trong B-Fighter Kabuto.

## Phim
| Năm  | Tựa | Vai                     | Ghi chú           |
| 2005 | Into the Sun | Maitre D'               |                   |
| 2006 | Nishimura Kyōtaro Suspense Totsukawa Keibu Series 37 (西村京太郎サスペンス 十津川警部シリーズ37 特急『あずさ』殺人事件 |                         |                   |
| 2007 | Elite Yankee Saburou (エリートヤンキー三郎 Elite Yankee Saburou)                                                       | Yuzuru Fukushi          | seri truyền hình  |
| 2007 | Hotaru no Hikari (ホタルノヒカリ Hotaru no Hikari)                                                                     |                         | Khách trong tập 1 |
| 2007 | Juken Sentai Gekiranger (獣拳戦隊ゲキレンジャー Jūken Sentai Gekiranger)                                               | Ken Hisatsu/GekiChopper |                   |
| 2008 | "Namida no Saki ni" by Crystal Kay (涙のさきに)                                                                        | Male lead               | video âm nhạc     |